# Isabel García-Jalón
Isabel García-Jalón de la Lama (Logroño, 11 de agosto de 1943-Pamplona, 17 de agosto de 2021) fue una farmacéutica y profesora universitaria española. Ejerció la docencia en las facultades de Farmacia y Nutrición, Ciencias, y Medicina de la Universidad de Navarra. Pionera en la elaboración de los estudios de Nutrición en España

## Biografía
Nacida en la capital riojana, García-Jalón se trasladó a Madrid, donde se licenció en Farmacia en la Universidad de Madrid (1967). En Pamplona, se doctoró en Farmacia en la Universidad de Navarra (1971), y regresó a Madrid, donde obtuvo el título de técnico en Bromatología (1979).
En 1989 se instaló definitivamente en Pamplona, para incorporarse al departamento de Microbiología y Parasitología de la Facultad de Medicina de la Universidad de Navarra. Allí desarrolló su labor docente e investigadora en los campos de la Nutrición Humana y la Dietética.  Puso en marcha el laboratorio de Microbiología de Alimentos y Aguas, creando una nueva línea de investigación en Seguridad Alimentaria. Fue vicedecana de la Facultad de Ciencias (1998-2004). Se jubiló en 2013.
Inició su trayectoria profesional centrándose en la Microbiología de los alimentos y en la seguridad alimentaria. Contribuyó a la existencia y al reconocimiento de los estudios de Nutrición Humana y Dietética en España. Creó la Diplomatura de Dietética y Alimentación Humana (1989) y posteriormente implantó el Grado en Nutrición Humana y Dietética (1998), que fue el primero en ser reconocido como oficial en España.

## Sociedades científicas a las que perteneció
- Miembro de la Red Española de Seguridad Alimentaria (SICURA)
- Presidente del Instituto de Ciencias de la Alimentación de la Universidad de Navarra (ICAUN)
- Vocal de la Junta Directiva de la Sociedad Española de Nutrición Básica y Aplicada (SENBA)
- Vocal de la Asociación Científica de Tecnólogos